# Christopher Broadbent
Christopher Broadbent nace en Londres en 1936 y pasa su infancia por los campos de Dorset. Estudia en los colegios de Dumpton y Canford. En 1954 entra en los Royal Marines y va al Royal Naval College de Greenwich. Tras regresar como civil, se muda a París en 1957, donde va al Institut des Hautes Études Cinématographiques bajo la dirección de Georges Sadoul, Jean-Paul Mundviller y Agnès Varda. En 1961 se traslada a Roma, donde trabaja como ayudante de dirección para Alessandro Blasetti, Luigi Zampa y Giuseppe Maria Scotese. En 1962 escribe el guion y dirige tres capítulos de la película de 8 capítulos La vita provvisoria. En 1966 se traslada a Milán, donde trabaja en el cine publicitario, ejerciendo de director y director de fotografía en unos sesenta anuncios y "caroselli". Desde 1968 hasta 1980 alterna el trabajo en películas publicitarias con la fotografía propiamente dicha. En 1979 participa en la manifestación Venecia 79 la fotografía con un curso de introducción al gran formato. Sus alumnos y asistentes recuerdan sus continuas llamadas de atención en la elección del punto de vista, que refuerza la relación entre el observador y el sujeto. Desde 1980 se dedica exclusivamente a la fotografía. Como fotógrafo firma algunas de las campañas que han cambiado la comunicación publicitaria en los años 80, como Barilla, Pioneer, Star, Bulgari, Campari, Ferrero, Esso, Fiat, San Pellegrino muchas más. Ha recibido varios premios del Art Directors Club: en 1986 por la campaña de Pioneer, en 1987 por la campaña de Barilla, en 1988 por la campaña de Star, en 1989 por la campaña de Carpenè Malvolti, en 1990 y en 1991 otra vez por la campaña de Pioneer, en 1992 por la campaña de birra Poretti, en 1993 por la campaña de Boffi, en 1994 recibe dos premios, por la campaña de Boffi y por la de Logic. Ese mismo año, el Art Directors Club lo incluye en el "Hall of Fame" de la asociación. Broadbent también es premiado con un Clio award en los Estados Unidos por la campaña de Gouda y con un Lion de Bronze en Cannes por aquella del café Hag. También ha colaborado con algunas de las revistas más importantes, en Italia con Casa Vogue, Vogue Gioiello, Gran Bazaar, Uomo Vogue y en Estados Unidos con House & Garden y Brides. Desde 2010 se dedica principalmente a la investigación personal y en su estudio de Santa Marta, en Milán, crea bodegones con una luz que algunos críticos han definido como "flamenca". Broadbent crea sus obras utilizando una cámara de fuelle de 8 por 10 pulgadas en madera e imprime las placas de contacto en papel fotográfico de paladio que emulsiona por sí mismo. Para el color usa una Leica digital y obtiene archivos que luego imprime en papel de algodón. Las fotografías de Broadbent nacen de un fuerte rigor para la composición, como dice él mismo en una entrevista a ArtsLife, comienza a trabajar desde una vista ortogonal con dos o más planos de perspectiva para orientar al espectador, en el centro un sujeto con zonas de luz y sombra donde colocar los elementos de contorno[20]. La iluminación en sus trabajos comerciales y de investigación es austera, una sola luz principal con un fuerte enfoque en el uso de superficies reflectantes que rellenan las sombras. En sus recientes fotogramas, la luz principal es la de una ventana o la de una vieja lámpara de focos cinematográficos, utilizada en el rodaje de la película Cleopatra.

## Obras
- Contributi per una storia della fotografia italiana (en italiano). Milano: Gexpo. 1977.
- La dimora di D'Annunzio, Il Vittoriale (en italiano). Milano: Novecento. 1980.
- A chapter on lighting. (en inglés). Londres: Assessorato Time-Life Books. 1982.
- Quello che resta (en italiano). Roma: Peliti Associati. 2018. ISBN 9788889412770.

## Publicaciones
- FMR Magazine n. 3, mayo de 1982
- Progresso Fotografico, noviembre de 1989
- Abitare n. 348, abril de 2004
- Art e Dossier n. 272, diciembre de 2010
- Progresso Fotografico, mayo-junio de 2019

## Exposiciones
- Contributi per una storia della fotografia italiana, Sicof, Milano, 1977[17]
- Mostra/Asta AFIP per Gaetano Cremonini, Il Diaframma Kodak, Milano, 1990
- Babel, Miart, Milano, 1999
- Solids, Galleria Bernardelli, Mantova, 2002
- Juxtapositions, fondazione Mudima, Milano, 2004[18]
- Bacco a Bergamo - Tempo Fermo, Grumello, 2005
- I Maestri della Fotografia, Peggy Guggenheim Collection, Venezia, 2006[19]
- What’s Left, Galleria Curti Gambuzzi, Milano, 2013[20]
- Contemporary Art & Design, Pianello Val Tidone, 2014
- Nature Morte (2000-2017), Galleria del Cembalo, Roma, 2017[21]
- Christopher Broadbent, Photo London, Londra, 2018[22]
- Still Life, Bugno Art Gallery, Venezia, 2018[23]
- Il grande incanto, Macof, Centro della fotografia italiana, Brescia, 2020[24]